# Байтерекский район
Район Байтерек (до 2019 года — Зеленовский район) (каз. Бәйтерек ауданы) — административно-территориальная единица второго уровня в Западно-Казахстанской области Казахстана. Административный центр района — село Перемётное. Расстояние от райцентра до областного центра Уральска — 38 км.
В районе Байтерек находятся 69 населённых пунктов.

## История
В годы Великой Отечественной войны на территории района находилась в эвакуации знаменитая в СССР женщина-механизатор Прасковья Ангелина. Она руководила тракторной бригадой, вместе с местными тружениками тыла помогала фронту.
В 1997 году в состав Зеленовского вошёл Приуральный район. В 2018 году появилось предложение переименовать Зеленовский район в Байтерекский.
Указом Президента Республики Казахстан № 820 от 3 января 2019 года Зеленовский район был переименован в Байтерекский район.

## География
Территория района занимает южную часть Общего Сырта и долину реки Деркул (приток Шагана). Овражно-расчленённая поверхность, абсолютные высоты 20—200 м. Самая высокая точка (204 м) в западной части, близ села Соколовка. Недра богаты запасами газового конденсата. В 1990—2000 годах открыты Чинаревское, Цыгановское, Гремякинское, Тепловское и другие месторождения газа. Карьеры по добыче строительных камней. Средние температуры января −20°С, июля 24°С. Среднегодовое количество осадков около 300 мм, большая часть их выпадает в летний период. Толщина снежного покрова достигает 40 см. Реки относятся к правым притокам реки Урал. Самые крупные: Шаган, Деркул, Емболат, Крутая, Выковка. Несколько небольших по площади (не более 5 км²) озёр. В южной и восточной частях на глубине 4—10 м залегают грунтовые воды.
Почвы чернозёмные и тёмно-каштановые, встречаются солонцы и солончаковые комплексы. Растут ковыль, овсяница, полынь, типчак, кермек; поймы рек используются как сенокосы. Обитают волк, лисица, корсак, суслик, хомяк и другие.

## Население
Национальный состав (на начало 2019 года):
- казахи — 33 910 чел. (58,71 %)
- русские — 20 148 чел. (34,88 %)
- украинцы — 1104 чел. (1,91 %)
- татары — 856 чел. (1,48 %)
- белорусы — 404 чел. (0,70 %)
- немцы — 245 чел. (0,42 %)
- азербайджанцы — 181 чел. (0,31 %)
- удмурты — 109 чел. (0,19 %)
- чеченцы — 106 чел. (0,18 %)
- корейцы — 112 чел. (0,19 %)
- другие — 587 чел. (1,02 %)
- Всего — 57 762 чел. (100,00 %)

## Административное деление
В административном отношении район делится на 22 сельских округа:

| Сельский округ                 | Сёла                                                              |
| Атамекенский сельский округ    | Атамекен, Гремячее, Кайнар                                        |
| Бейбитшиликский сельский округ | Бейбитшилик, Астафьево, Сырым батыр, Чапурино                     |
| Белесский сельский округ       | Белес, Акжол                                                      |
| Актогайский сельский округ     | Дарьинское, Болашак                                               |
| Достыкский сельский округ      | Достык, Красный Урал, Чувашинское                                 |
| Егиндибулакский сельский округ | Егиндибулак, Алмалы                                               |
| Зелёновский сельский округ     | Зелёное                                                           |
| Курмангазинский сельский округ | Курмангазы, Аманат                                                |
| Кушумский сельский округ       | Большой Чаган, Аксу, Колесово, Кушум, Малый Чаган, Оркен          |
| Макаровский сельский округ     | Макарово, Жалын, Мирное, Садовое                                  |
| Махамбетский сельский округ    | Махамбет, Горбуново, Кожевниково, Павлово                         |
| Мичуринский сельский округ     | Мичуринское, Асан, Жамбыл, Зелёное, Октябрьское                   |
| Перемётнинский сельский округ  | Перемётное, Забродино, Калининское, Болашак, Поливное, Каражар    |
| Раздольненский сельский округ  | Раздольное, Акбидай                                               |
| Рубёжинский сельский округ     | Рубёжинское                                                       |
| Сулукольский сельский округ    | Сулу-коль                                                         |
| Трёкинский сельский округ      | Трёкино, Володарское, Жайык, Новенький                            |
| Чировский сельский округ       | Чирово, Балабаново                                                |
| Шалгайский сельский округ      | Шалгай, Тындала, Таловая                                          |
| Щаповский сельский округ       | Щапово, Жанатан                                                   |
| Янайкинский сельский округ     | Янайкино, Богатск, Скворкино                                      |
| Январцевский сельский округ    | Январцево, Кирсаново, Красноармейское, Петрово, Спартак, Чинарево |

## Экономика
Ведущая отрасль сельского хозяйства — растениеводство (зерновое хозяйство, овощеводство, картофелеводство, бахчеводство). С 1997 года работают свыше 350 крестьянских хозяйств, АО, ТОО, производственных кооперативов. Крупные предприятия: «Заман», «Асан», «Пермское» и другие.
По территории района проходят 3 международные трассы Самара — Шымкент и Уральск — Саратов, Атырау — Самара, а также железная дорога  Ташкент — Саратов.
В Байтерекском районе существуют два пункта пропуска на границе с Россией: «Сырым» и «Уральск». Между Байтерекским районом (Западно-Казахстанская область РК) и Ташлинским районом (Оренбургская область РФ), для жителей данных районов открыто место пересечения границы на направлении с. Кирсаново — с. Раннее.